# Кристиан X
Кристиан Карл Фредерик Алберт Александър Вилхелм (на датски: Christian Carl Frederik Albert Alexander Vilhelm; * 26 септември 1870; † 20 април 1947), известен като Кристиан X, е крал на Дания от 1912 до 1947 и единственият официален крал на Исландия (като Kristján X) от 1918 до 1944 г., когато Исландия става независима република.

## Биография
Роден е в двореца Шарлотенлунд близо до Копенхаген. Той е първородният син на крал Фредерик VIII и съпругата му – принцеса Луиза (Ловиса Шведска), единственото оцеляло дете на крал Карл XV Шведски. Сред братята на Кристиан е и крал Хокон VII Норвежки.
Кристиан сключва брак с принцеса Александрин, херцогиня на Мекленбург-Шверин, в Кан на 26 април 1898 г. Раждат им се две деца:
- принц Фредерик (1899 – 1972), по-късно крал Фредерик IX
- принц Кнут (1900 – 1976), по-късно унаследен принц на Дания

Кристиан X поначало не е типичният популярен монарх, защото е отчасти привърженик на авторитарното управление и владетел, силно акцентиращ върху значимостта на кралското достойнство и власт в епоха на засилваща се демокрация. Въпреки всичко управлението му, простиращо се през две Световни войни, както и ролята, която се смята, че е изиграл по време на окупацията на Дания от Нацистка Германия, му носят голяма слава, правейки го един от най-известните датски монарси в съвремието.